# Jan Wagner (Musiker)
Jan Wagner (* 28. April 1989 in Sigmaringen) ist ein deutscher Musikproduzent, Komponist und Pianist.

## Leben
Jan Wagners Vater ist Musiklehrer mit eigener Musikschule. Schon früh kam Jan Wagner auch mit Produktionstechnik in Berührung. Als Produzent und Toningenieur gehört er noch heute zum Team des Faust Studios in Scheer.
Wagner lebt und arbeitet als Musiker und Produzent in Berlin und arbeitete unter anderem für Musiker wie Teitur Lassen, Judith Holofernes, Rosa Anschütz, Tobias Preisig oder Gisbert zu Knyphausen. Zudem ist er für das Berliner Berghain-Musiklabel Ostgut Ton als Sounddesigner tätig.
Seit 2017 komponiert und produziert Jan Wagner seine eigene Musik und hat im Oktober 2018 auf dem Label Klangbad, in Zusammenarbeit mit dem Schweizer Label Quiet Love Records, sein Debütalbum Nummern veröffentlicht. Jan Wagner zählt zur neuen Generation von „Neoclassical new-age music“ Musikern.
2019 veröffentlichte sein Label Quiet Love Records eine Serie von Remixen des Albums Nummern, unter anderem von Nitam Hinterhaus, Dälek oder Jan Brauer. 
2019 produzierte Wagner mit der Medienkünstlerin Rosa Anschütz die EP „Rigid“ sowie das Soloalbum „Diver“ von Tobias Preisig.

## Diskographie
- 2018 Nummern, Klangbad
- 2020 Kapitel, Quit Love Records